# 1 Comae Berenices
1 Comae Berenices är en gul ljusstark jätte  i stjärnbilden Berenikes hår. Stjärnan är av visuell magnitud +6,58 och inte synlig för blotta ögat ens vid god seeing. Den befinner sig på ett avstånd av ungefär 505 ljusår.